# 等高線
等高線（とうこうせん、英語: contour）とは、同じ高さの点の集まりでできる線、およびそれらがある一定の間隔でつらなった線群のこと。

## 地図における等高線
地図の地形表現方法のひとつで、山や谷などの地表の起伏を示す。立体模型の場合、等高線上を切ると、その標高以上のすべての面が地上から水平に切り取れる。
日本では1873年から1879年にかけて測量された東京湾の平均潮位に基づいて日本水準原点の標高数値が決定された。現在では、関東大震災後に再測量された数値を基準に等高線が描かれており、その基準によって測量された高さを、海抜高度・海抜・高度・標高・高距、何メートルと表現する。
等高線が疎になっている箇所はそこが緩斜面であることを、密になっている箇所は急斜面であることを示している。等高線では表せない箇所は崖の記号で表される。高い方から見て、等高線が凸状に描かれている箇所は尾根を、凹状に描かれている箇所は谷を示す。
海洋、湖沼の底の深さを示す等高線を別に等深線という。
等高線や等深線による地形表現を見やすくするため、段彩（グラデーション）をつけることがある（段彩図）。このとき、低いところを示す青から高いところを示す赤への色相環によるグラデーションを用いる。すなわち、海の深いところは青、海の浅いところは水色、平地は緑、山岳は茶色といった色であらわされることになる。他に、等高線による地形表現を見やすくする手法としてケバ図、点描図などがある。

### 種類

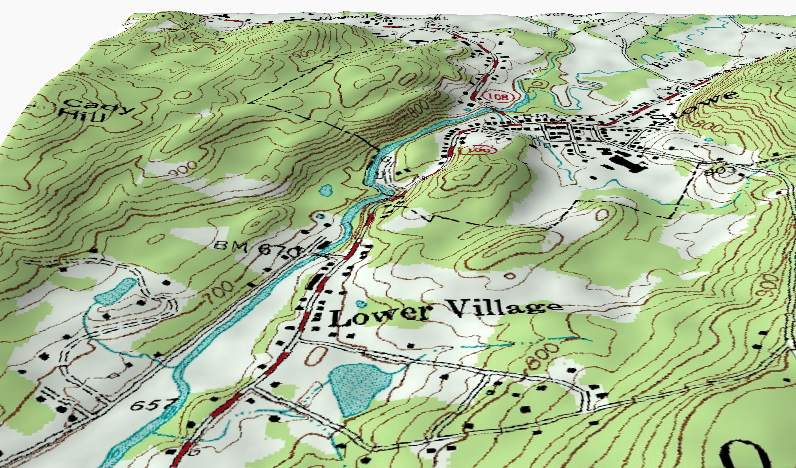
等高線入りの立体地図

国土地理院発行の地図の場合、等高線には、主曲線、計曲線、第一次補助曲線、第二次補助曲線の4種類があり、これらの線は地図の縮尺に総じて一定の高度間隔で描かれることが決まっている。その基準となる線を主曲線とよび、主曲線は5本ごとに太い実線で表され、これを計曲線とよぶ。主曲線では表現できない緩やかな地形を表現するには、破線の補助曲線（第一次補助曲線、第二次補助曲線）が用いられる。第一次補助曲線は－－－、第二次補助曲線は-------のように表し、それぞれ破線の間隔が異なる。またの2.5mの補助曲線には必ず数値が記入される。以下はそれぞれの縮尺での等高線の間隔である。
- 20万分1地勢図　
  - 計曲線　500m
  - 主曲線　100m
  - 第一次補助曲線　50m　
  - 第二次補助曲線　25m
- 5万分1地形図　
  - 計曲線　100m
  - 主曲線　20m
  - 第一次補助曲線　10m　
  - 第二次補助曲線　5m
- 2万5千分1地形図
  - 計曲線　50m
  - 主曲線　10m　
  - 第一次補助曲線　5m　
  - 第二次補助曲線　2.5m
- 1万分1地形図（山地）
  - 計曲線　20m
  - 主曲線　4m　
  - 補助曲線　2m
- 1万分1地形図（平地、丘陵）
  - 計曲線　10m
  - 主曲線　2m　
  - 補助曲線　1m

## 気象学における等高線
気象学においては、等圧面における等しい高さの点を結んだ線のことを表す。等高度線ともいう。
地上天気図では等しい海面気圧を結んだ等圧線を描くが、これに対し高層天気図ではこの等高線を描いている。等高線の概念は地図における等高線と非常によく似ている。ここで、ある850hPaの等圧面を考える。この等圧面は水平面に平行ではあるが、完全になめらかではなく、ある程度のくぼみや起き上がっている部分などがある。つまり、等圧面の高さはどこにおいても同じではない。このような等圧面の高さを等圧面高度という。したがって、高層天気図では、この等圧面高度の等しい高さを結んだ線を描く必要がでてくる。このような必然性に応じて描かれるのが等高線である。